# Ena

Ena (恵那市 Ena-shi?) este un municipiu din Japonia, prefectura Gifu.

## Legături externe
Materiale media legate de municipiul Ena la Wikimedia Commons